# Cantonul Entre-Deux
Cantonul Entre-Deux este un canton din arondismentul Saint-Pierre, Réunion, Franța.